# Lista okrętów Royal Navy, L
Ta sekcja listy okrętów Royal Navy zawiera wszystkie okręty Royal Navy których nazwa zaczyna się od L.
Aby zobaczyć wyłącznie listę okrętów obecnie pozostających w służbie, zobacz Lista obecnie służących okrętów Royal Navy
W wielu przypadkach nazwa była używana wielokrotnie dla wielu jednostek na przestrzeni wieków. Jeżeli tak było, to po kliknięciu na nazwę powinno się wyświetlić hasło zawierające spis wszystkich jednostek noszących taką nazwę.
- „L'Abondance”
- „L'Aglaia”
- „L'Egyptienne”
- „L'Etoile”
- „L'Hercule”
- „L'Impassable”
- „L'Incomprise”
- „La Capricieuse”
- „La Chieftain”
- „La Combatante”
- „La Cordeliere”
- „La Flore”
- „La Hulloise”
- „La Loire”
- „La Malbai”
- „La Malouine”
- „La Melpomene”
- „La Moqueuse”
- „Labuan”
- „Laburnum”
- „Lacedaemonian”
- „Lachine”
- „Lachlan”
- „Lachute”
- „Ladas”
- „Ladava”
- „Lady Canning”
- „Lady Falkland”
- „Lady Loch”
- „Lady Nelson”
- „Lady Prevost”
- „Ladybird”
- „Lae”
- „Laertes”
- „Laforey”
- „Lagan”
- „Lal”
- „Laleston”
- „Lalmourn”
- „Lamerton”
- „Lamport”
- „Lanark”
- „Lancaster”
- „Lancaster Castle”
- „Lance”
- „Landguard”
- „Landrail”
- „Langport”
- „Lantau”
- „Lanton”
- „Lapwing”
- „Largo Bay”
- „Largs”
- „Lark”
- „Larke”
- „Larkspur”
- „Larne”
- „Lasalle”
- „Lasham”
- „Lassoo”
- „Latona”
- „Latrobe”
- „Lauderdale”
- „Launceston”
- „Launceston Castle”
- „Laura”
- „Laurel”
- „Laurestinus”
- „Lauzon”
- „Lavender"
- „Laverock”
- „Lavinia”
- „Lawford”
- „Lawrence”
- „Lawson”
- „Le Havre”
- „Le Robecque”
- „Le Triomphant”
- „Leamington”
- „Leander”
- „Leaside”
- „Leda”
- „Ledbury”
- „Ledsham”
- „Lee”
- „Leeds”
- „Leeds Castle”
- „Leeuwin”
- „Legere”
- „Legion”
- „Leicester”
- „Leighton”
- „Leith”
- „Lennox”
- „Lenox”
- „Leocadia”
- „Leonidas”
- „Leopard”
- „Leopard's Whelp”
- „Lethbridge”
- „Letterston”
- „Levant”
- „Leven”
- „Leveret”
- „Leverton”
- „Leviathan”
- „Levis”
- „Lewes”
- „Lewiston”
- „Leyden”
- „Li Wo”
- „Liberty”
- „Lichfield”
- „Lichfield Prize”
- „Licorne”
- „Liddesdale”
- „Liffey”
- „Ligaera”
- „Lightfoot”
- „Lightning”
- „Lilac”
- „Lily”
- „Limbourne”
- „Linaria”
- „Lincoln”
- „Lindisfarne”
- „Lindsey”
- „Ling”
- „Linganbar”
- „Lingfield”
- „Linnet”
- „Lion”
- „Lion’s Whelp”
- „Lioness”
- „Lisburne”
- „Lismore”
- „Liston”
- „Listowel”
- „Lithgow”
- „Little Belt”
- „Little Charity”
- „Little London”
- „Little Unicorn”
- „Little Victory”
- „Littleham”
- „Lively”
- „Liverpool”
- „Lizard”
- „Llandaff”
- „Llandudno”
- „Llewellyn”
- „Lobelia”
- „Loch Achanault”
- „Loch Achray”
- „Loch Affric”
- „Loch Alvie”
- „Loch Ard”
- „Loch Arkaig”
- „Loch Arklet”
- „Loch Arnish”
- „Loch Assynt”
- „Loch Awe”
- „Loch Badcall”
- „Loch Boisdale”
- „Loch Bracadale”
- „Loch Carloway”
- „Loch Caroy”
- „Loch Carron”
- „Loch Clunie”
- „Loch Coulside”
- „Loch Craggie”
- „Loch Cree”
- „Loch Creran”
- „Loch Doine”
- „Loch Dunvegan”
- „Loch Earn”
- „Loch Eck”(inne języki)
- „Loch Eil”
- „Loch Enock”
- „Loch Ericht”
- „Loch Erisort”
- „Loch Eye”
- „Loch Eynort”
- „Loch Fada”
- „Loch Fannich”
- „Loch Fionn”
- „Loch Frisa”
- „Loch Fyne”
- „Loch Garasdale”
- „Loch Garve”
- „Loch Glashan”
- „Loch Glendhu”
- „Loch Goil”
- „Loch Gorm”
- „Loch Griam”
- „Loch Harport”
- „Loch Harray”
- „Loch Heilen”
- „Loch Hourne”
- „Loch Inchard”
- „Loch Insh”
- „Loch Katrine”(inne języki)
- „Loch Ken”
- „Loch Kilbirnie”
- „Loch Killin”
- „Loch Killisport”
- „Loch Kirbister”
- „Loch Kirkaig”
- „Loch Kishorn”
- „Loch Knockie”
- „Loch Laro”
- „Loch Laxford”
- „Loch Linfern”
- „Loch Linnhe”
- „Loch Lomond”
- „Loch Lubnaig”
- „Loch Lurgain”
- „Loch Lydoch”
- „Loch Lyon”
- „Loch Maberry”
- „Loch Maddy”
- „Loch Minnick”
- „Loch Mochrum”
- „Loch More”
- „Loch Morlich”
- „Loch Muick”
- „Loch Nell”
- „Loch Odairn”
- „Loch Ossain”
- „Loch Quoich”
- „Loch Roan”
- „Loch Ronald”
- „Loch Ruthven”
- „Loch Ryan”
- „Loch Scamdale”
- „Loch Scavaig”
- „Loch Scridain”
- „Loch Seaforth”
- „Loch Sheallag”
- „Loch Sheil”
- „Loch Shin”
- „Loch Skaig”
- „Loch Skerrow"
- „Loch Stemster”
- „Loch Stenness”
- „Loch Striven”
- „Loch Sunart”
- „Loch Swannay”
- „Loch Swin”
- „Loch Tanna”
- „Loch Tarbert”
- „Loch Tilt”
- „Loch Torridon”
- „Loch Tralaig”
- „Loch Tummel”
- „Loch Urigill”
- „Loch Vanavie”
- „Loch Vennachar”
- „Loch Veyatie”
- „Loch Watten”
- „Lochinvar”
- „Lochy”
- „Lockeport”
- „Locust”
- „Lofoten”
- „London”
- „Londonderry”
- „Longbow”
- „Longbranch”
- „Longford”
- „Longueuil”
- „Lonsdale”
- „Looe”
- „Lookout”
- „Loosestrife”
- „Lord Clive”
- „Lord Howe”
- „Lord Melville”
- „Lord Nelson”
- „Lord Nuffield”
- „Lord Raglan”
- „Lord Roberts”
- „Lord Warden”
- „Loring”
- „Lossie”
- „Lotus”
- „Louis”
- „Louisa”
- „Louisburg”
- „Love and Friendship”
- „Lowestoffe”
- „Lowestoffe Prize”
- „Lowestoft”
- „Loyal”
- „Loyal Example”
- „Loyal Exploit”
- „Loyal Explorer”
- „Loyal Express”
- „Loyal London”
- „Loyalist”
- „Loyalty”
- „Luce Bay”
- „Lucia”
- „Lucifer”
- „Ludham”
- „Ludlow”
- „Ludlow Castle”
- „Lullington”
- „Lulworth”
- „Lunenburg”
- „Lupin”
- „Lurcher”
- „Lusitania”
- „Lutin”
- „Lutine”
- „Lychnis”
- „Lydd”
- „Lydiard”
- „Lydney”
- „Lyemun”
- „Lyme”
- „Lyme Regis”
- „Lynn”
- „Lynx”
- „Lyra”
- „Lys”
- „Lysander”